# James Wisniewski
James Joseph Wisniewski (ur. 21 lutego 1984 w Canton, Michigan) – amerykański hokeista pochodzenia polskiego, reprezentant Stanów Zjednoczonych, olimpijczyk.

## Życie prywatne
James Wisniewski ma polskie pochodzenie. Obaj jego dziadkowie służyli w armii podczas II wojny światowej: dziadek ze strony ojca, Edmund Wisniewski był kierowcą czołgu, dziadek ze strony matki, Joseph, był lotnikiem. James Wisniewski urodził się jako syn Jima i Sharon, ma siostry Nikki i Richelle; jego żoną jest Nicole. Uczęszczał do szkoły Canton High School. Jego wujek Billy Dea (ur. 1933) także był hokeistą.

## Kariera klubowa

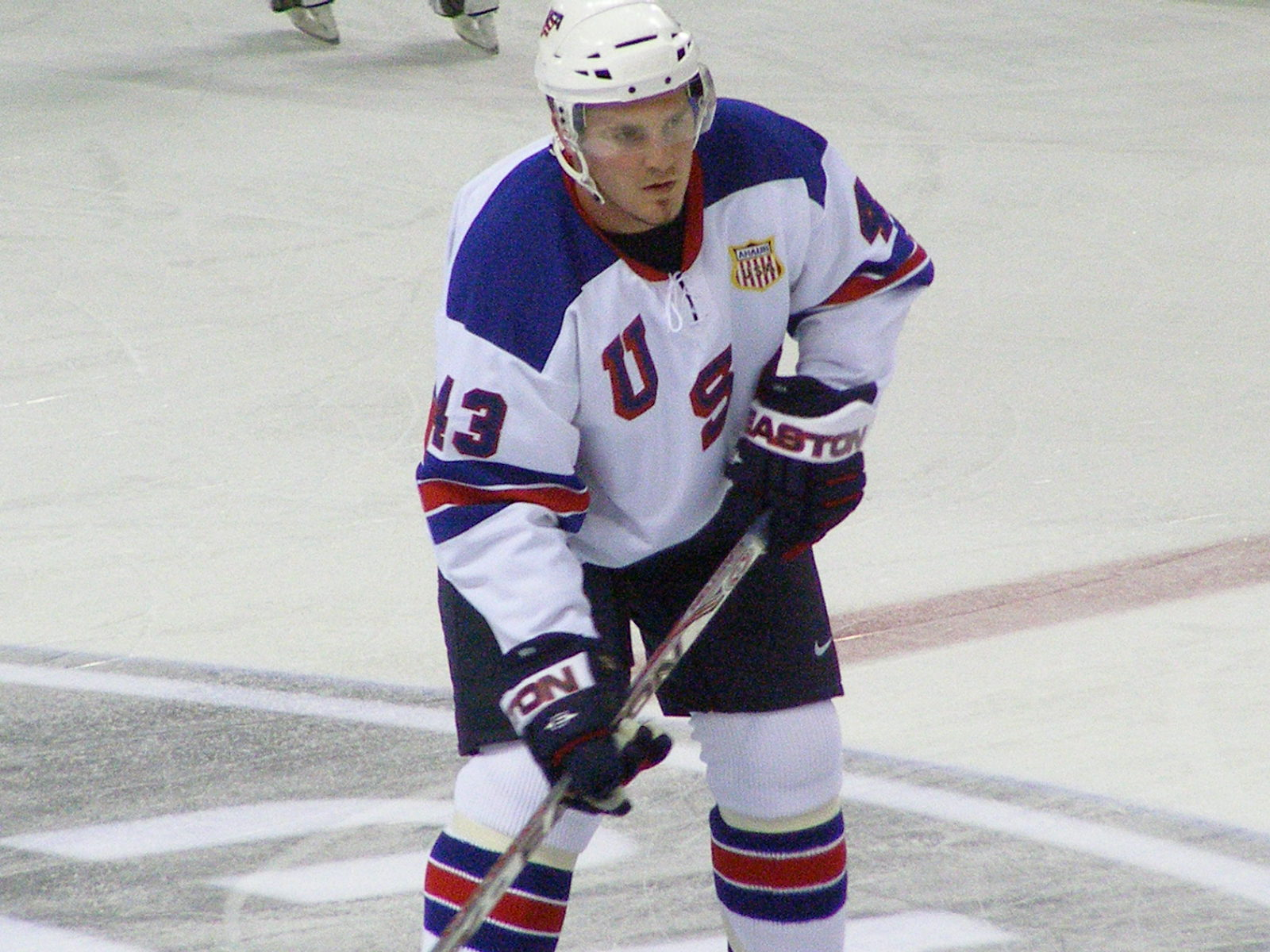
James Wisniewski w barwach Stanów Zjednoczonych podczas turnieju mistrzostw świata w 2008

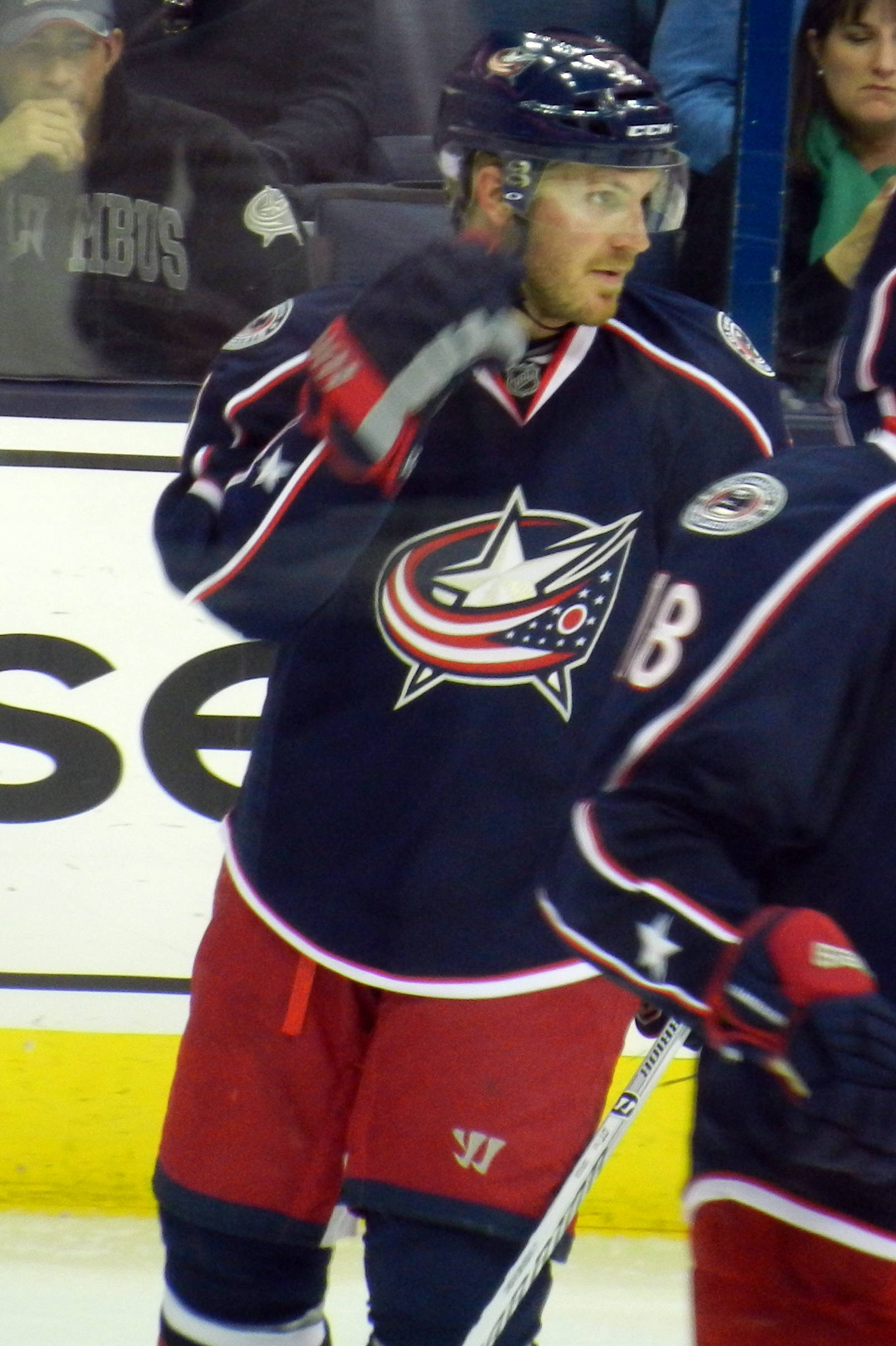
James Wisniewski w barwach Columbus Blue Jackets (2013)

- Detroit Compuware (1999–2000)
- Plymouth Whalers (2000–2004)
- Norfolk Admirals (2004–2006)
- Chicago Blackhawks (2006–2009)
  -  Rockford IceHogs (2009)
- Anaheim Ducks (2009–2010)
- New York Islanders (2010)
- Montreal Canadiens (2011)
- Columbus Blue Jackets (2011-2015)
- Anaheim Ducks (2015)
- Carolina Hurricanes (2015-2016)
- Admirał Władywostok (2016)
- HC Lugano (2016)
- Chicago Wolves (2017)
- Kassel Huskies (2017-)

W sezonie 1999/2000 występował w amerykańskiej lidze NAHL. Następnie w drafcie do kanadyjskich juniorskich rozgrywek OHL w ramach CHL został wybrany z numerem 20 przez klubu Plymouth Whalers, po czym występował w jego barwach przez cztery sezony. W międzyczasie w drafcie NHL z 2002 został wybrany przez Chicago Blackhawks. Od 2004 do 2006 grał głównie w zespole farmerskim Norfolk Admirals w lidze AHL. Równolegle od 2006 do 2009 występował w drużynie z Chicago w rozgrywkach NHL. Następnie trafiał do trzech kolejnych klubów NHL: w marcu 2009 do Anaheim Ducks (tam przedłużał kontrakt w lipcu 2009 i w lipcu 2010) w lipcu 2010 do New York Islanders, w grudniu 2010 do Montreal Canadiens. 29 czerwca 2011 został zawodnikiem Columbus Blue Jackets, po czym 1 lipca 2011 podpisał z klubem sześcioletni kontrakt. Od marca 2015 zawodnik Anaheim Ducks. Od czerwca 2015 zawodnik Carolina Hurricanes. W czerwcu 2016 został wolnym zawodnikiem po tym jak jego kontrakt został wykupiony przez klub. Od końca października 2016 zawodnik rosyjskiego klubu Admirał Władywostok w lidze KHL. W grudniu 2016 czasowo zawodnik HC Lugano na czas turnieju Puchar Spenglera 2016. Wkrótce potem zwolniony z Admirała. Od stycznia 2017 zawodnik Chicago Wolves na zasadzie kontraktu próbnego w wymiarze 25 spotkań. Od października 2017 zawodnik niemieckiego klubu Kassel Huskies w rozgrywkach DEL2.

## Kariera reprezentacyjna
W barwach juniorskich kadr USA wystąpił na turniejach mistrzostw świata juniorów do lat 18 w 2002 oraz mistrzostw świata juniorów do lat 20 w 2003, 2004. W seniorskiej reprezentacji uczestniczył w turniejach mistrzostw świata w 2008 oraz zimowych igrzysk olimpijskich 2018.

## Sukcesy
Reprezentacyjne
- Złoty medal mistrzostw świata juniorów do lat 18: 2002
- Złoty medal mistrzostw świata juniorów do lat 20: 2004

Klubowe
- Bumbacco Trophy: 2001, 2002, 2003 z Plymouth Whalers
- Wayne Gretzky Trophy: 2001 z Plymouth Whalers
- Hamilton Spectator Trophy: 2002 z Plymouth Whalers

Indywidualne
- Sezon OHL / CHL 2000/2001:
  - Pierwszy skład gwiazd pierwszoroczniaków OHL
- Sezon OHL / CHL 2001/2002:
  - CHL Top Prospects Game
- Sezon OHL / CHL 2003/2004:
  - Pierwszy skład gwiazd OHL
  - Max Kaminsky Trophy - najwybitniejszy obrońca sezonu OHL
  - Najlepszy obrońca sezonu CHL
  - Pierwszy skład gwiazd CHL
- Sezon NHL (2013/2014):
  - Szesnaste miejsce w klasyfikacji asystentów w sezonie zasadniczym: 44 asysty[20]
  - Czwarte miejsce w klasyfikacji asystentów wśród obrońców w sezonie zasadniczym: 44 asysty[21]
  - Dziewiąte miejsce w klasyfikacji kanadyjskiej w wśród obrońców w sezonie zasadniczym: 51 punktów[22]
- Puchar Spenglera 2016:
  - Skład gwiazd turnieju[23]